# Krzysztof Boruń
Krzysztof Boruń (Częstochowa, 1923. november 29. – Varsó, 2000. május 22.) lengyel újságíró és sci-fi-író.

## Élete
1944-ben 20 évesen részt vett a varsói felkelésben. Alapító tagja volt a Lengyel Asztronautikai Társaságnak és a Lengyel Kibernetikai Társaságnak is.

## Munkái
Andrzej Trepkával közösen írta 1954-1957 között Elveszett jövő, Proxima, és a Kozmikus Testvérek trilógiát.
1960-ban adták ki a magyarul is megjelent (Kozmosz Fantasztikus Könyvek 1970) Antivilág novelláskötetet.

### További művei
- Próg nieśmiertelności, 1975
- Ósmy krąg piekieł, 1978
- Małe zielone ludziki I, 1985
- Małe zielone ludziki II, 1985
- Jasnowidzenia inżyniera Szarka, 1990

## Magyarul
- Antivilág. Tudományos-fantasztikus elbeszélések; ford., életrajz Szabó Győző, utószó Abonyi Iván; Kozmosz Könyvek, Bp., 1970 (Kozmosz fantasztikus könyvek)